# Wiktor Legostajew
Wiktor Pawłowicz Legostajew ros. Виктор Павлович Легостаев, ur. 6 czerwca 1931 w Moskwie, zm. 8 stycznia 2015 tamże) – radziecki i rosyjski specjalista w dziedzinie kontroli ruchu i nawigacji aparatów i statków kosmicznych oraz stacji orbitalnych. 
Od 2003 był członkiem Rosyjskiej Akademii Nauk. Był przewodniczącym Rady Naukowo-technicznej i generalnym konstruktorem RKK Energia. Został pochowany na Cmentarzu Nikoło-Archangielskim pod Moskwą.